# Fraseria
A Fraseria  a madarak osztályának verébalakúak (Passeriformes) rendjébe és a légykapófélék (Muscicapidae) családjába tartozó nem. Egyes szervezetek a fajok egy részét a Myioparus és a Muscicapa nembe sorolják. 

## Rendszerezésük
A nemet Charles Lucien Jules Laurent Bonaparte francia ornitológus írta le 1854-ben, az alábbi fajok tartoznak ide:
- Fraseria cinerascens
- Fraseria ocreata
- Fraseria plumbea[1] vagy Myioparus plumbeus[2]
- Fraseria griseigularis[1] vagy Myioparus griseigularis[2]
- Fraseria caerulescens[1] vagy Muscicapa caerulescens[2]
- Fraseria tessmanni[1] vagy Muscicapa tessmanni[2]
- Fraseria olivascens[1] vagy Muscicapa olivascens[2]
- Fraseria lendu[1] vagy Muscicapa lendu[2]